# Lemurpediculus verruculosus
Lemurpediculus verruculosus är en insektsart som först beskrevs av Ward 1951.  Lemurpediculus verruculosus ingår i släktet Lemurpediculus och familjen ledlöss. Inga underarter finns listade i Catalogue of Life.